# Klášterec nad Ohří
Klášterec nad Ohří (tjekkisk udtale: [ˈklaːʃtɛrɛts ˈnat oɦr̝iː] ; tysk: Klösterle an der Eger) er en by i distriktet  Chomutov i regionen Ústí nad Labem i Tjekkiet med omkring 14.000 indbyggere. Den historiske bymidte er velbevaret og er beskyttet ved lov som en urban monumentzone.
Bydelen Miřetice u Klášterce nad Ohří og landsbyerne Ciboušov, Hradiště, Klášterecká Jeseň, Lestkov, Mikulovice, Rašovice, Suchý Důl, Šumná, Útočiště og Vernéřov er administrative dele af Klášterec nad Ohří.

## Geografi
Klášterec nad Ohří ligger omkring 17 km sydvest for Chomutov og 27 km  nordøst for Karlovy Vary. Floden Ohře (Eger) løber gennem byen.
Det kommunale områdeligger i tre geomorfologiske regioner: den sydlige del ligger i Doupov-bjergene, den centrale del ligger i den vestlige spids af Most bækkenet, og den nordlige del ligger i Ertsbjergene. Det højeste punkt, der ligger på den nordlige kommunegrænse, er bakken Volyňský vrch der er 727 meter  over havets overflade.

## Historie
Mellem 1150 og 1250 blev en bosættelse og et kloster etableret af benediktinerne fra Postoloprty. Det vides ikke, om bebyggelsen eller klostret er ældst. Bosættelsen fik navnet Klášterec (der betyder "lille kloster"), afledt af klášter ("kloster"). Den første skriftlige omtale af Klášterec er fra 1352.
Hussitterkrigene påvirkede ikke byen ret meget. I halvdelen af det 15. århundrede er Klášterec allerede omtalt som en købstad. I begyndelsen af 1500-tallet stod bymuren færdig. I løbet af 1500-tallet blev der bygget bag muren, som blev til den såkaldte "nedre by".
I 1794 blev den ældste porcelænsfabrik og den næstældste fabrik i Bøhmen grundlagt. I de kommende år voksede byen i betydning, som en af de tidligste europæiske regioner for porcelænsproduktion, og den blev berømt for sit porcelæn. De oprindelige ejere af Klášterec nad Ohří-porcelænsfabrikken, prinserne af Thun und Hohenstein, blev i 1945 fordrevet fra Tjekkoslovakiet sammen med den resterende etnisk tyske befolkning.

## Seværdigheder
Det historiske centrum består af Dr. Eduarda Beneše-pladsen med dens omgivelser, herunder slotskomplekset. Hovedbygningen på pladsen er rådhuset. Det blev bygget i anden halvdel af 1800-tallet, efter at det oprindelige rådhus nedbrændte flere gange.
Klášterec nad Ohří Slot er byens vigtigste vartegn. Det blev skabt ved genopbygning af herregården i 1590-1618 og ombygget til den nuværende nygotiske stil i 1856-1860. Det er åbent for offentligheden, og det omfatter et porcelænsmuseum og en stor og dendrologisk betydningsfuld park i engelsk stil med salla terrena (et et-etagers sommerhus) og en række kapeller for Jomfru Marias syv smerter fra 1790'erne.
Den Hellige Treenigheds Kirke blev bygget i 1665-1670 efter planer af Carlo Lurago. Den indeholder Thun-familiens grav.
I Lestkov er der ruiner af Egerberk slot over landsbyen.